# Xu Chen
Xu Chen (徐晨S, Xú ChénP; 29 novembre 1984) è un giocatore di badminton cinese.

## Palmarès
- Olimpiadi

Londra 2012: argento nel doppio misto.
- Mondiali

Parigi 2010: bronzo nel doppio maschile.
Londra 2011: bronzo nel doppio maschile.
Canton 2013: argento nel doppio misto.
Copenaghen 2014: argento nel doppio misto.
Giacarta 2015: bronzo nel doppio misto.
- Giochi asiatici

Canton 2010: oro a squadre.
Incheon 2014: bronzo nel doppio misto.
- Thomas Cup

Kuala Lumpur 2010: oro a squadre.
- Sudirman Cup

Qingdao 2011: oro a squadre.
Kuala Lumpur 2013: oro a squadre.